# في آي بي للدراجات الهوائية
في آي بي للدراجات الهوائية هو فريق بحريني قاري للدراجات الهوائية تأسس في عام 2017.

## قائمة الفريق
|                                  | الدراج                           | تاريخ الولادة  |
| -------------------------------- | -------------------------------- | -------------- |
| سعد علي ياسين السامرائي (العراق) | سعد علي ياسين السامرائي (العراق) | 1 أبريل 1993   |
| ياسر الخفاجي (العراق)            | ياسر الخفاجي (العراق)            | 19 أبريل 1983  |
| طه علوي (البحرين)                | طه علوي (البحرين)                | 31 ديسمبر 1986 |
| أحمد الديواني (العراق)           | أحمد الديواني (العراق)           | 27 مايو 1989   |
| عبد الرزاق المصطيف (سوريا)       | عبد الرزاق المصطيف (سوريا)       | 1 يناير 1984   |
| سعد السعدي (البحرين)             | سعد السعدي (البحرين)             | 19 نوفمبر 1998 |
| منصور جواد (البحرين)             | منصور جواد (البحرين)             | 17 سبتمبر 1987 |

|                            | الدراج                     | تاريخ الولادة  |
| -------------------------- | -------------------------- | -------------- |
| يحيى الدين خليفة (البحرين) | يحيى الدين خليفة (البحرين) | 1 يناير 1995   |
| سيد أحمد خليل (البحرين)    | سيد أحمد خليل (البحرين)    | 30 ديسمبر 1987 |
| منير مخشون (المغرب)        | منير مخشون (المغرب)        | 7 سبتمبر 1994  |
| علي حسن منصور (البحرين)    | علي حسن منصور (البحرين)    | 3 نوفمبر 1987  |
| سفيان سحباوي (المغرب)      | سفيان سحباوي (المغرب)      | 14 أغسطس 1995  |
| إسلام ناصر (مصر)           | إسلام ناصر (مصر)           | 22 ديسمبر 1994 |